# Jerzy Soetekouw
Jerzy Soetekouw (Amsterdam, 13 juni 1988) is een Nederlandse politicus voor de PvdA. Van maart 2018 tot november 2019 was hij wethouder Sociaal domein, Diversiteit en Inclusie in Almere. Tevens was hij tweede loco-burgemeester. Per 1 maart 2023 is hij benoemd als directeur van de landelijke vereniging Humanitas.

## Biografie
Jerzy Soetekouw studeerde politicologie aan de Universiteit van Amsterdam en studeerde af met als specialisme Internationale Betrekkingen, postkoloniale verhoudingen. Na zijn studie raakte hij in 2013 betrokken bij de lokale afdeling van de PvdA in Almere en stond op de lijst voor de gemeenteraadsverkiezingen van 2014. Na de verkiezingen zat hij in de gemeenteraad en werd hij in 2016 fractievoorzitter.
Als gemeenteraadslid richtte hij zijn focus voornamelijk op het sociale domein, armoedebeleid, schuldhulp en financiën. Voor de gemeenteraadsverkiezingen in maart 2018 was hij lijsttrekker voor de PvdA Hij onderhandelde namens de PvdA met de beoogde coalitiegenoten, wat resulteerde in het coalitieakkoord Liefde voor de stad.
Soetekouw trok zich in november 2019  terug uit het college, nadat VVD, ChristenUnie en D66 het vertrouwen hadden opgezegd in de Partij van de Arbeid. Reden voor de crisis was de onverwachte voordracht van een nieuwe wethouder als opvolger van Loes Ypma.
Soetekouw werd in 2019 verkozen als "Beste Openbaar Bestuurder van Flevoland" en opgenomen in de lijst van beste openbare bestuurders van Nederland.
Na zijn vertrek uit de Almeerse politiek associeerde Soetekouw zich per mei 2020 als adviseur met Lysias Advies Hier gaf hij verschillende ministeries advies over thema's in het sociaal domein. In oktober 2020 werd hij directeur-bestuurder van de Vrijwilligers- en Mantelzorgcentrale Almere (VMCA). In maart 2023 vervolgde Soetekouw zijn loopbaan als directeur van de landelijke Humanitas.

## Persoonlijk
Soetekouw heeft twee zonen uit een eerder huwelijk en een dochter met zijn huidige partner. Hij heeft nu een samengesteld gezin met zes kinderen.